# 運頭塘邨
運頭塘邨（英語：Wan Tau Tong Estate）是香港房屋委員會轄下公共屋邨，位於新界大埔新市鎮的南部，共有三幢樓宇，分兩期落成。第一期於1991年9月落成，而第二期於1992年12月落成。位於新達廣場對面，是大埔最近大埔墟港鐵站的屋邨。現址位於富雅花園的運頭塘村命名。運頭塘邨是大埔其中一個建在實地的公共屋邨，惟亦包括部分由大埔河舊河道平整而成的新土地。
而全港最後兩座落成的Y型大廈（包括第5座運亨樓，以及原本為運頭塘邨第6座的「德雅苑」）亦在此邨（1990年5月動工，而當時和諧式大廈已經發表並獲普遍採用，包括同時批出的小西灣邨三期合約；但是，運頭塘邨二期較屬首批和諧一型的天祐苑入伙日期遲一個月，更較遲一個月動工、屬最後一份Y型大廈建築合約的天耀邨晚半年竣工）。它在1998年在租者置其屋計劃（第一期）把單位出售給所屬租戶，現已成立業主立案法團。在整個運頭塘邨發展計劃中本來有六幢樓宇，後來於落成前改為居屋出售並將其中的第三座及第四座改為居屋出售，成為「逸雅苑」，而第六座亦改為居屋出售，成為「德雅苑」，令運頭塘區內共計有三苑一邨，居屋比例較大埔區內的富亨邨、富善邨、廣福邨、大元邨、太和邨等為高。
逸雅苑（英語：Yat Nga Court）與運頭塘邨第一期同期落成，共兩幢樓宇，於1990年8月起接受申請。本屋苑共1224伙，整個屋苑均以居屋條件發售，並於1991年9月25日入伙。所有樓宇由有利建築承建。
德雅苑（英語：Tak Nga Court）與運頭塘邨第二期同期落成，共一幢樓宇，於1991年12月起接受申請，並於1992年12月23日入伙，成為香港最後一幢入伙的Y型居屋大廈以及香港最後一幢Y型大廈。值得一提的是，在開售當年，德雅苑示範單位設於屬同型號、但為早期型大廈的鳳德邨碧鳳樓1樓，而不是設於地盤或房委會客戶服務中心，屬歷年居屋當中的少數安排。
景雅苑（英語：King Nga Court）與運頭塘邨第二期同期落成，共兩幢樓宇，由有利建築承建，於1990年3月動工興建上蓋，1991年8月起接受申請，並於1992年6月16日入伙。此屋苑不准養狗。

## 屋邨資料

### 樓宇

#### 運頭塘邨
| 樓宇名稱（座號）    | 樓宇類型            | 落成年份 | 層數 | 每層伙數 | 單位數目（伙） | 承建商                      | 提供升降機的廠商 | 期數 |
| ------------------- | ------------------- | -------- | ---- | -------- | -------------- | --------------------------- | ---------------- | ---- |
| 運來樓（第1座/A座） | Y3型 （後期型設計） | 1991年   | 34   | 28       | 941            | 有利建築                    | 富士達           | 1    |
| 運臨樓（第2座/B座） | Y3型 （後期型設計） | 1991年   | 34   | 27       | 918            | 有利建築                    | 富士達           | 1    |
| 運亨樓（第5座/C座） | Y3型 （後期型設計） | 1992年   | 34   | 24       | 816            | 祥記馮祥 （地基為中國建築） | 通力             | 2    |

註：粗體字樓宇設有供1-2人住戶居住的「劏房」。
（註：因發展計劃內的第3、4以及6座已經轉作居者有其屋計劃屋苑的關係，故此略去部份座號。上述座號是以房屋署Estate Property的記錄為依歸。）

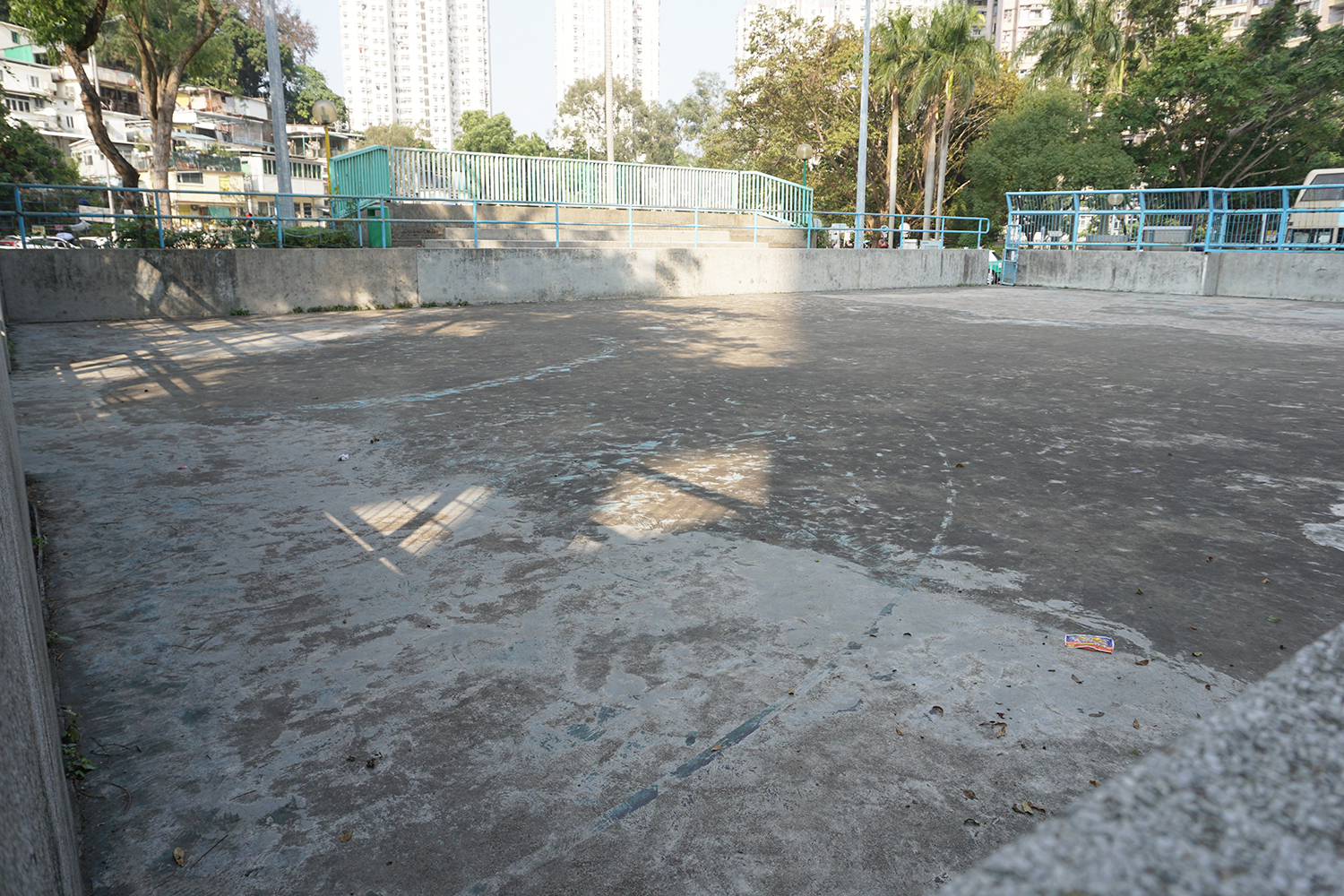
足球場
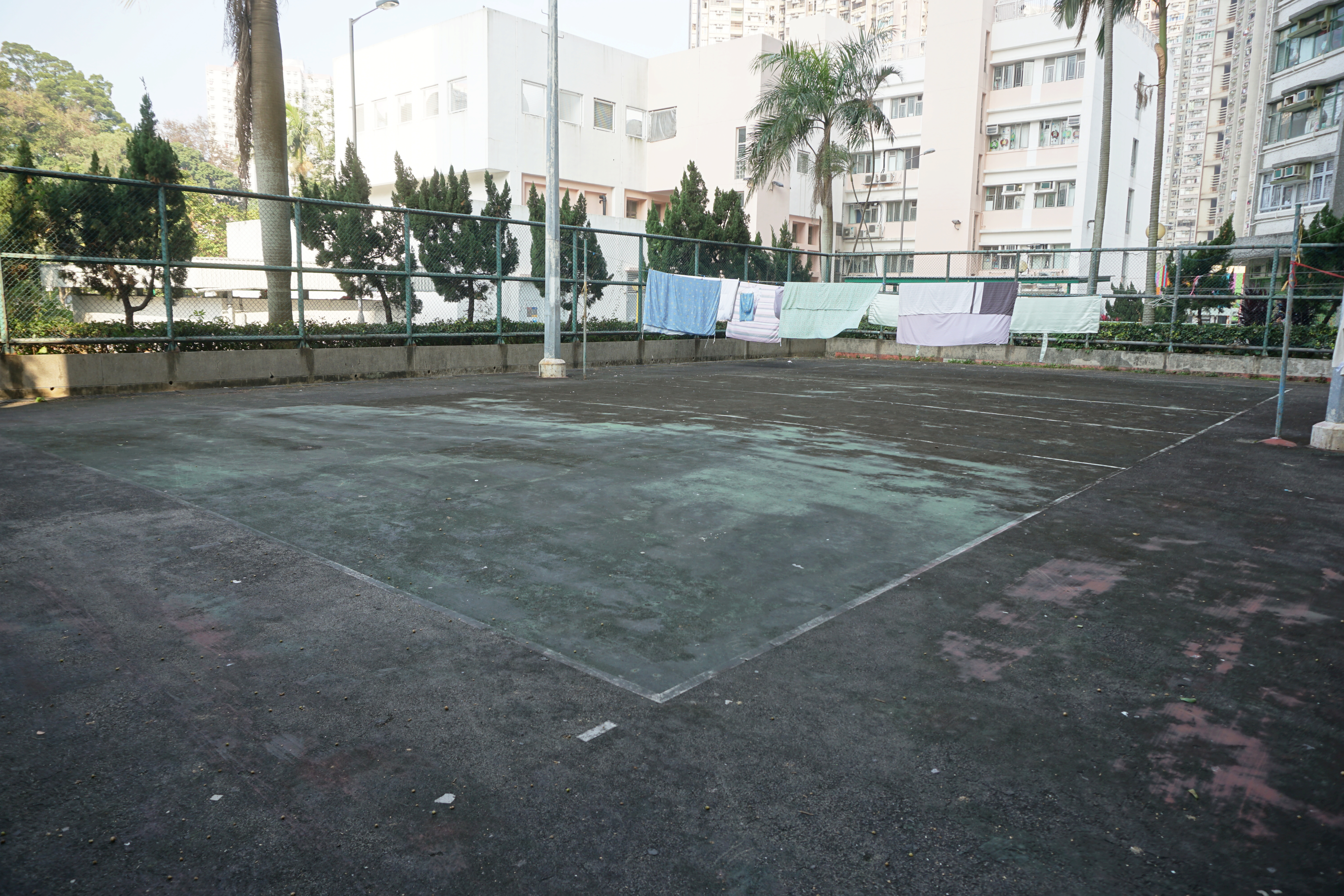
排球場
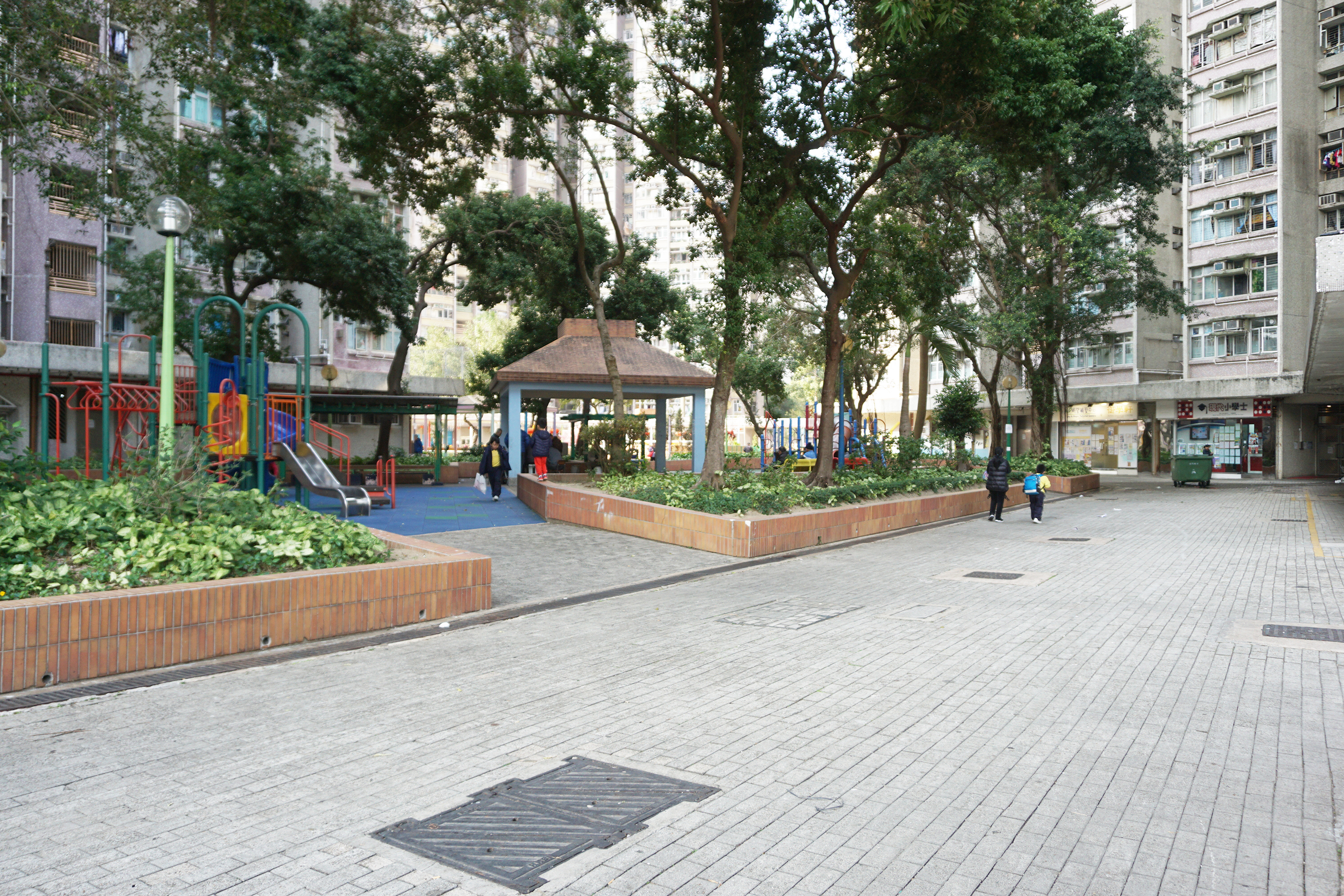
運頭塘邨翻新地墊後的兒童遊樂場及運來樓地舖
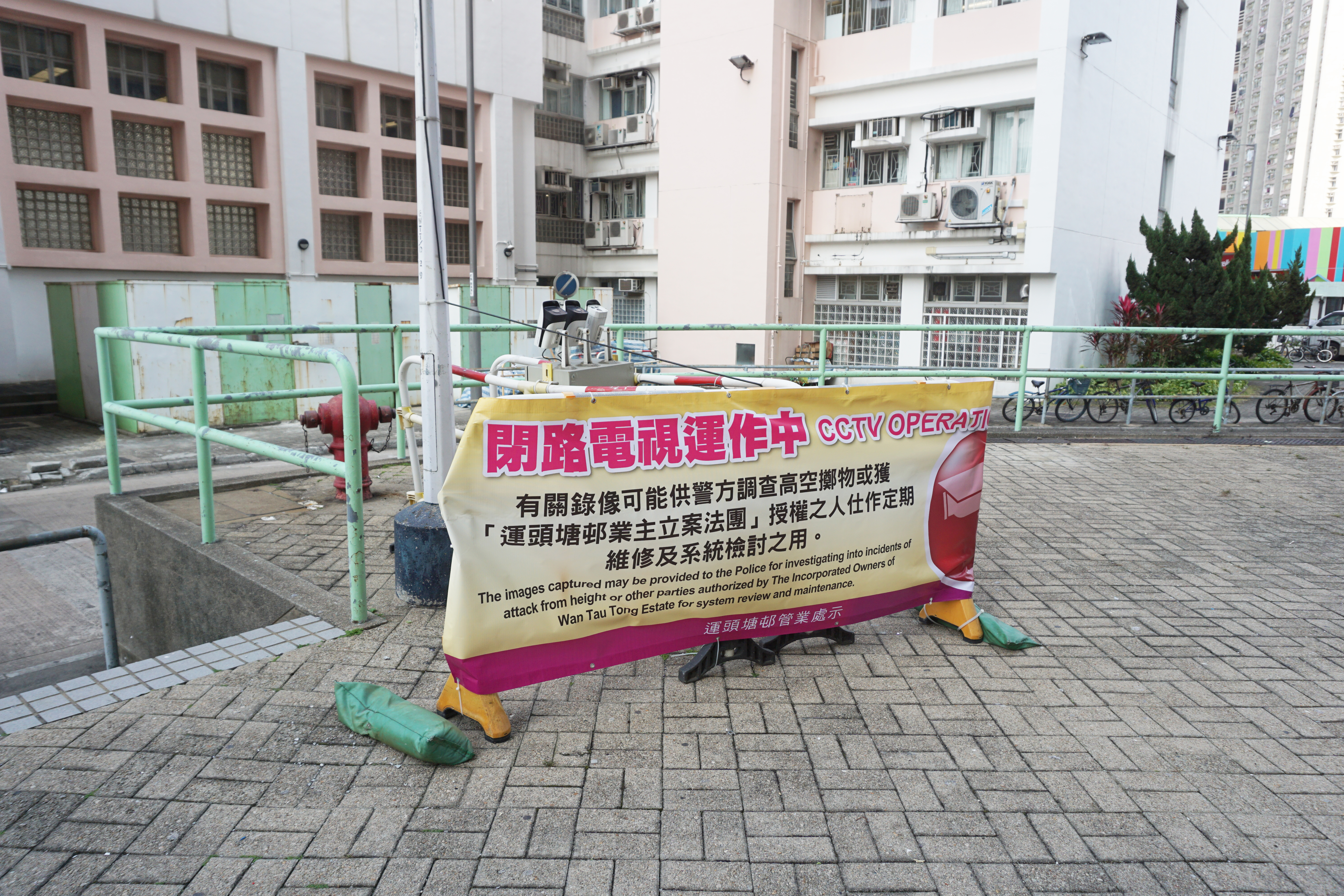
為防止高空擲物，運頭塘邨大廈旁地面設有向上拍攝的閉路電視
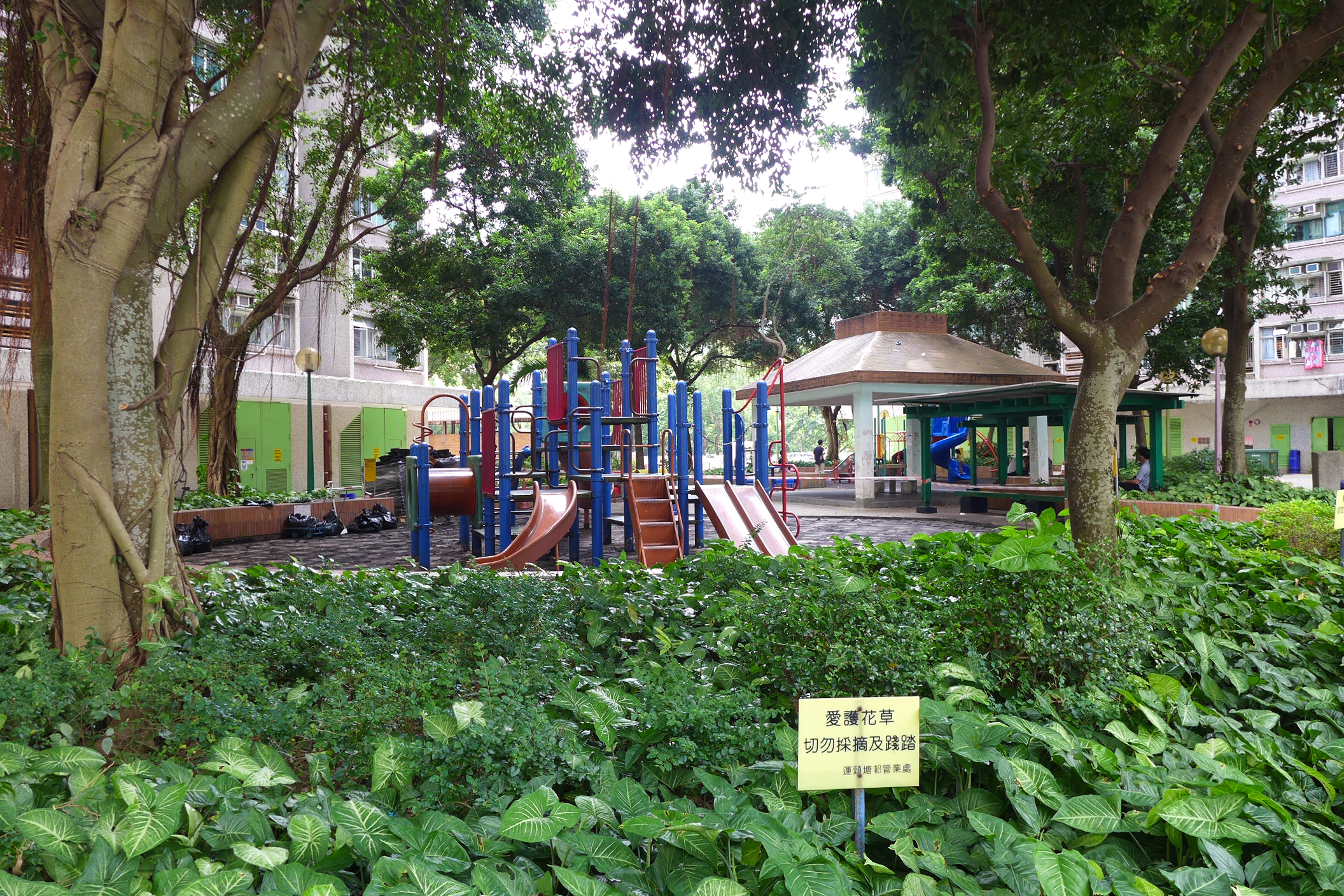
運頭塘邨兒童遊樂場翻新中地墊（2016年10月）
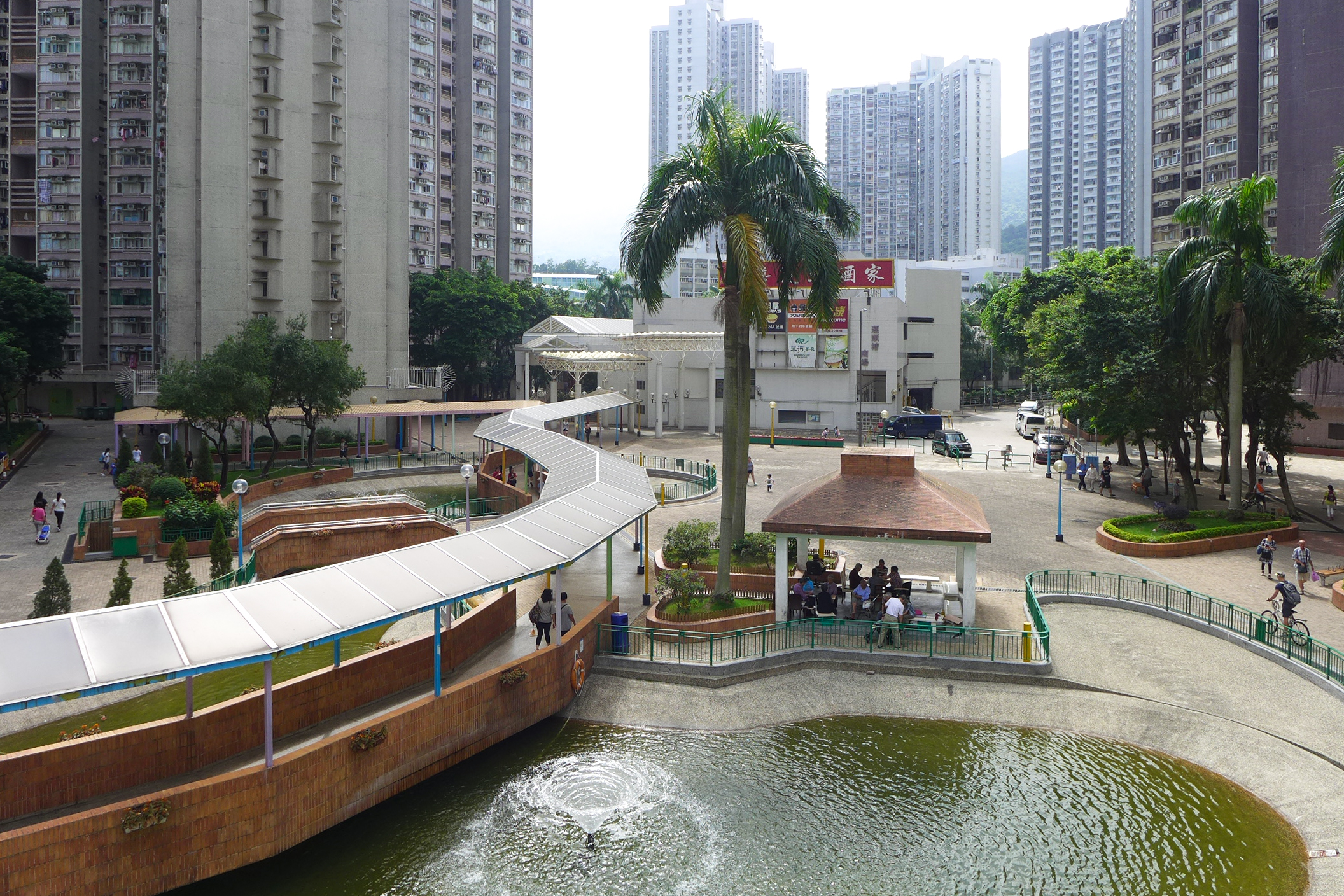
運頭塘邨水池及翻新前的運頭塘商場外觀
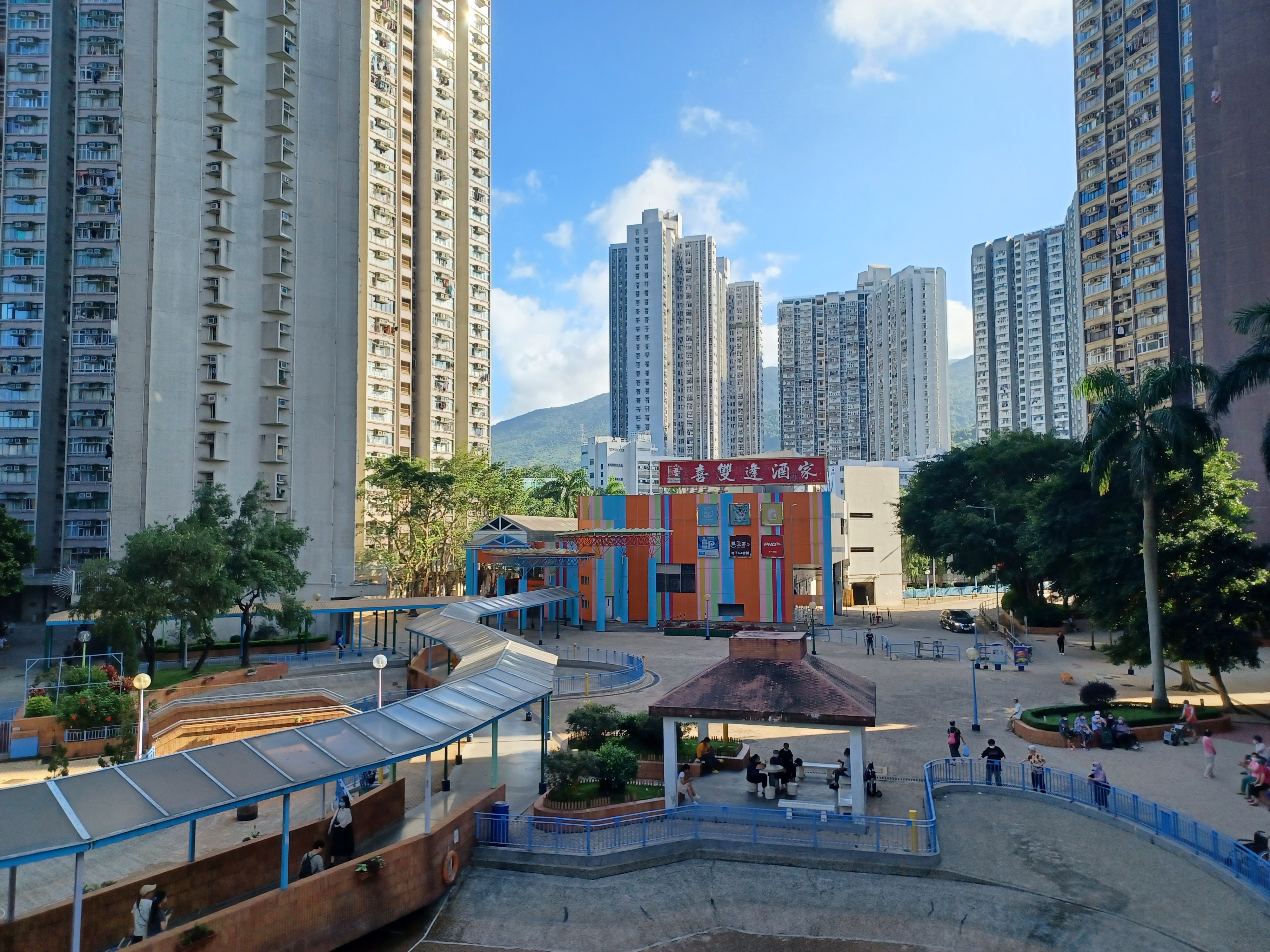
運頭塘邨水池及翻新後的運頭塘新城外觀
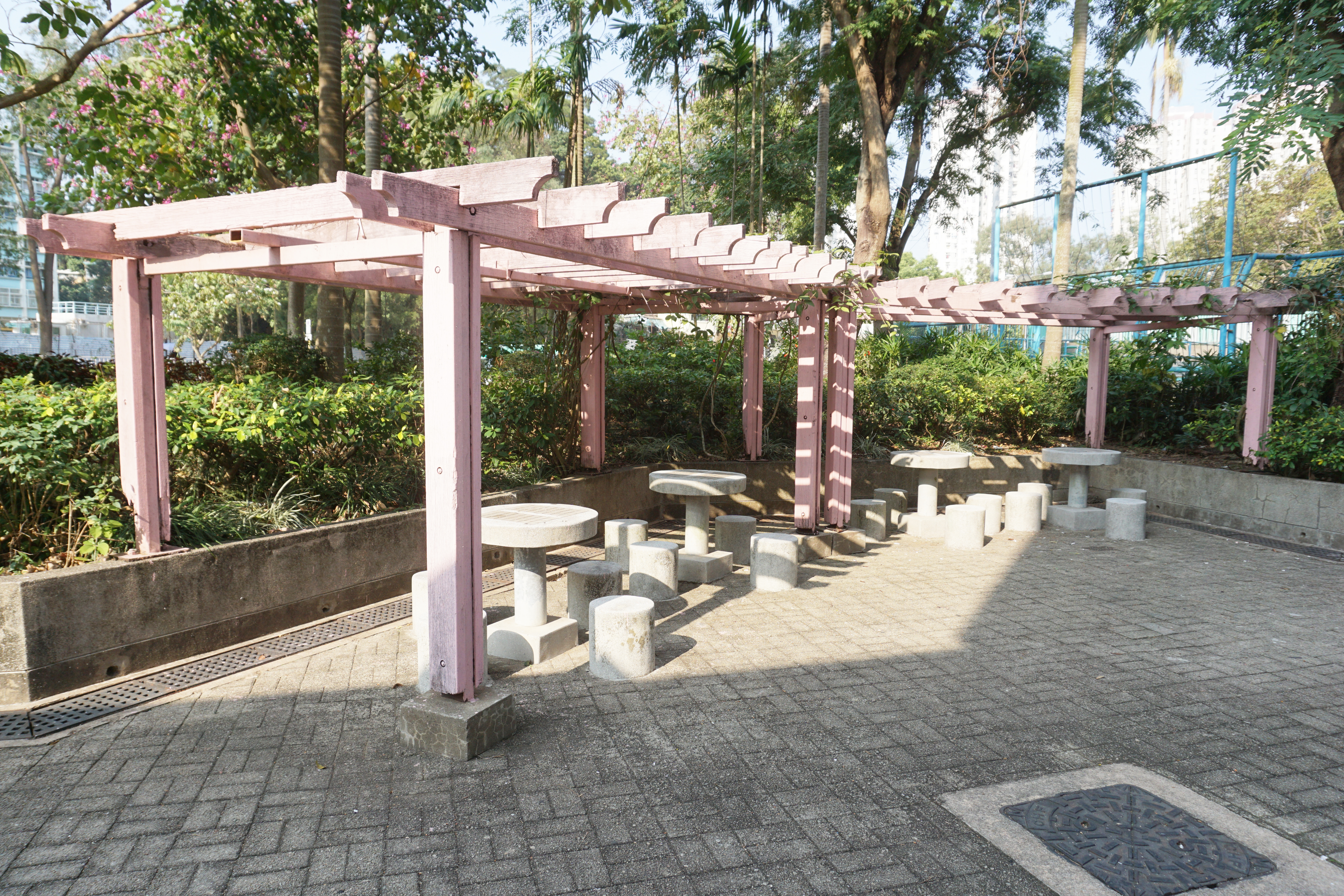
棋藝區
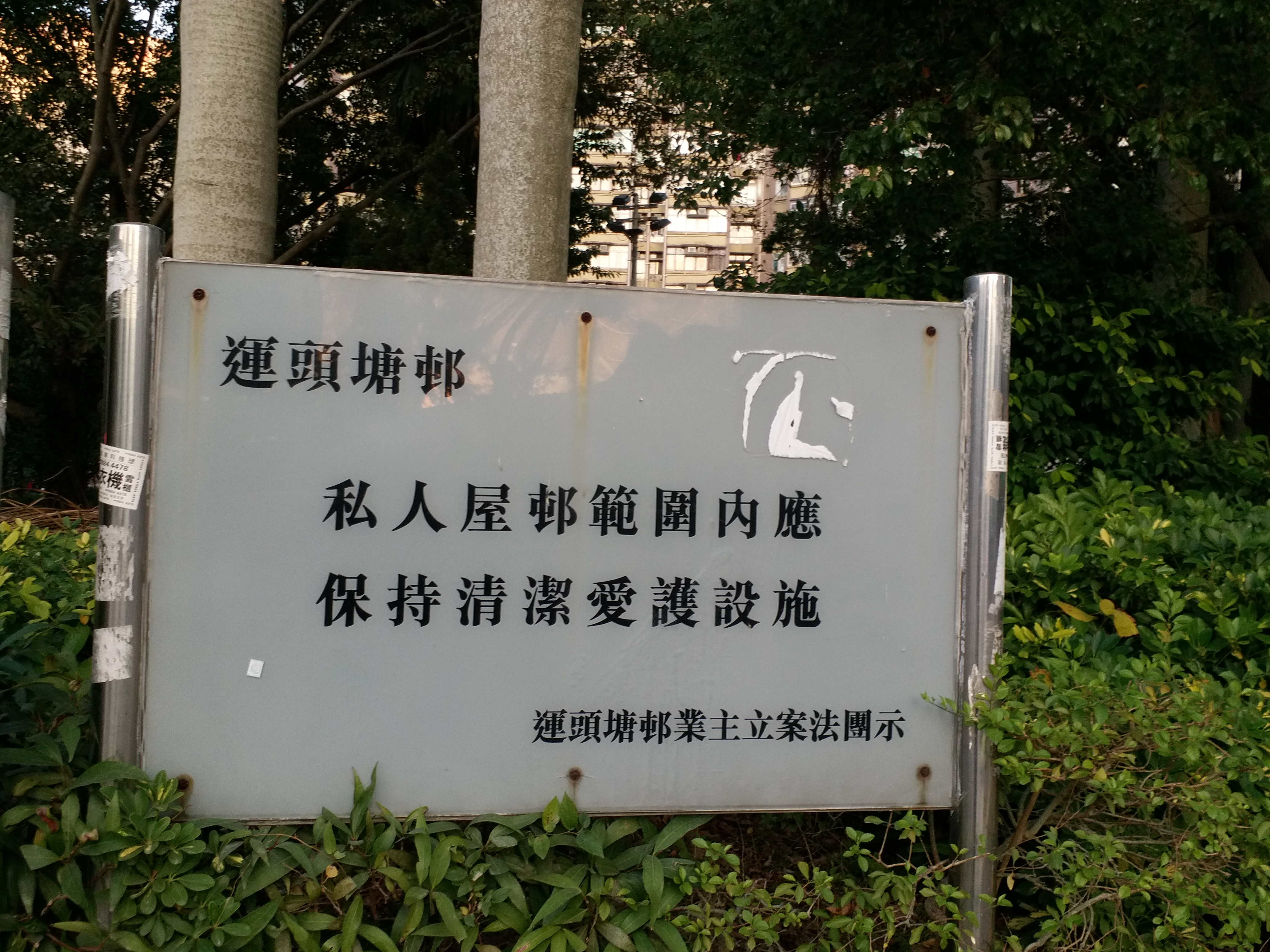
運頭塘邨內的告示牌（2021年1月）

#### 逸雅苑
| 樓宇名稱（座號）     | 門牌號碼  | 樓宇類型            | 落成年份 | 層數 | 每層伙數 | 每座單位數目（伙） | 提供升降機的廠商 | 期數 | 原屬樓宇       |
| -------------------- | --------- | ------------------- | -------- | ---- | -------- | ------------------ | ---------------- | ---- | -------------- |
| 逸榮閣（第3座／A座） | 逸雅里5號 | Y4型 （後期型設計） | 1991年   | 34   | 18       | 612                | 富士達           | 1    | 運頭塘邨運雅樓 |
| 逸欣閣（第4座／B座） | 逸雅里3號 | Y4型 （後期型設計） | 1991年   | 34   | 18       | 612                | 富士達           | 1    | 運頭塘邨運昌樓 |

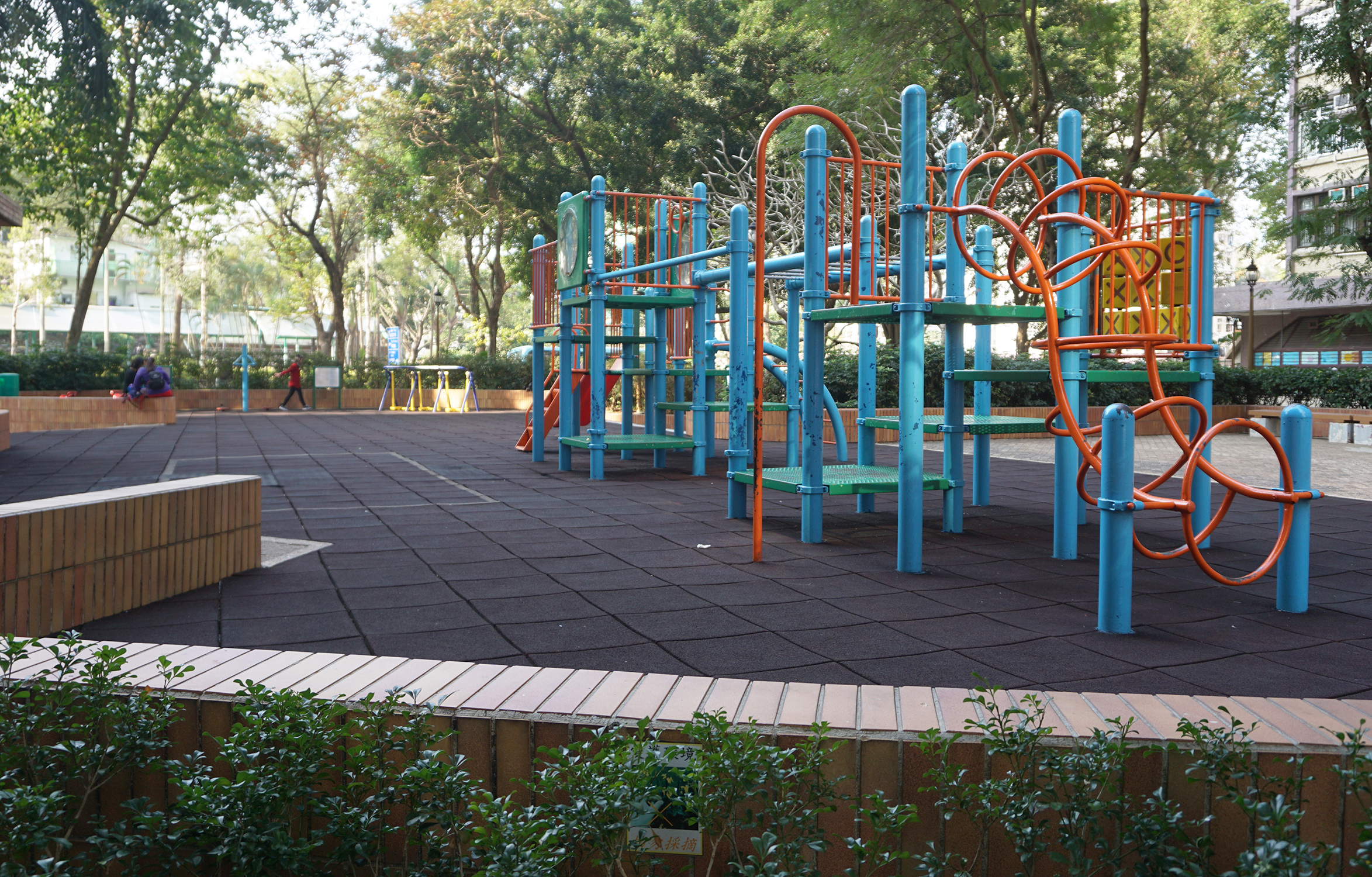
逸雅苑遊樂及健體設施

#### 德雅苑
| 樓宇名稱（座號）     | 樓宇類型            | 落成年份 | 層數 | 每層伙數 | 單位數目（伙） | 承建商                          | 提供升降機的廠商 | 期數 | 原屬樓宇       |
| -------------------- | ------------------- | -------- | ---- | -------- | -------------- | ------------------------------- | ---------------- | ---- | -------------- |
| 德雅苑（第6座／A座） | Y3型 （後期型設計） | 1992年   | 34   | 24       | 816            | 祥記馮祥 （與運亨樓為同一合約） | 通力             | 2    | 運頭塘邨運逸樓 |

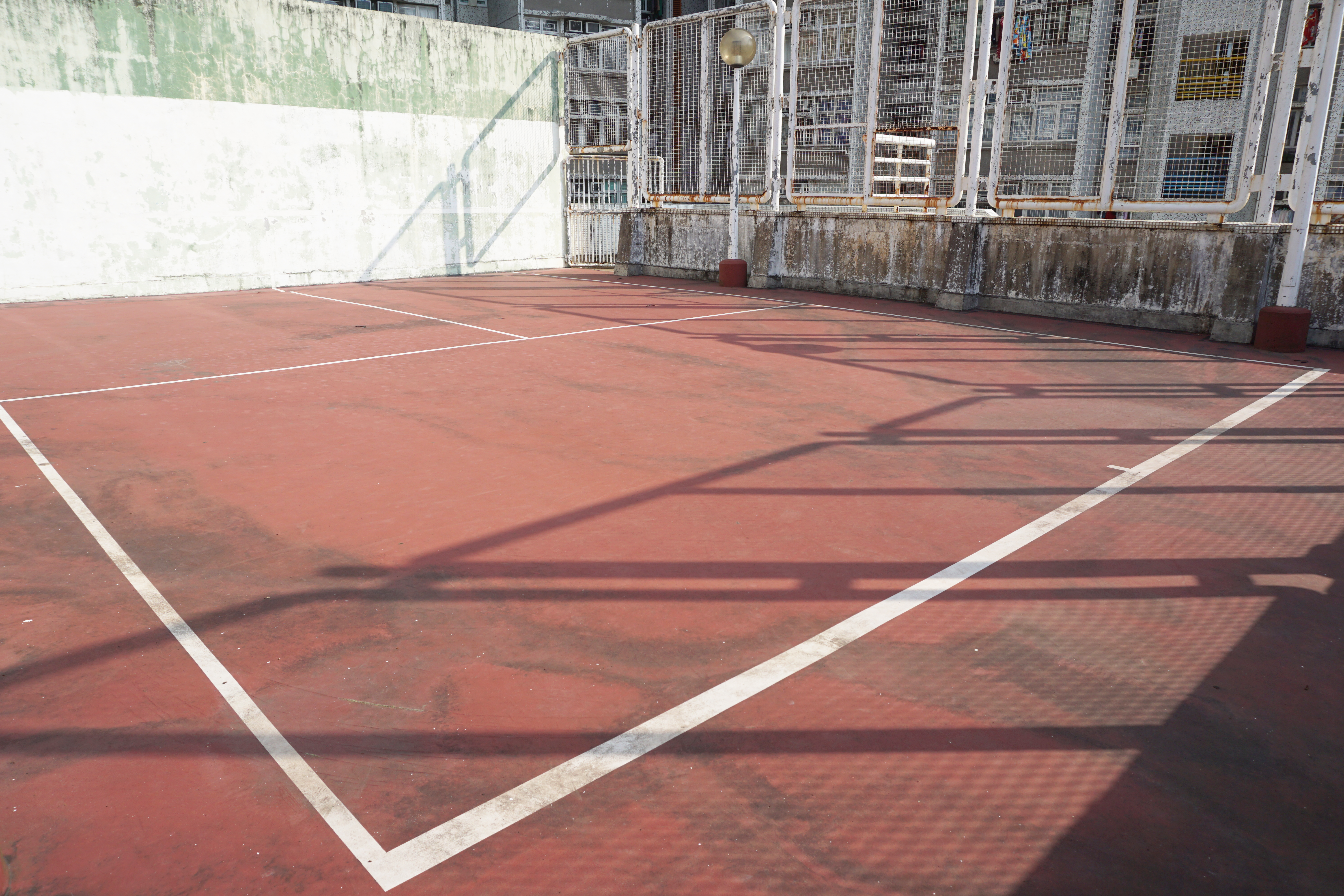
網球練習場
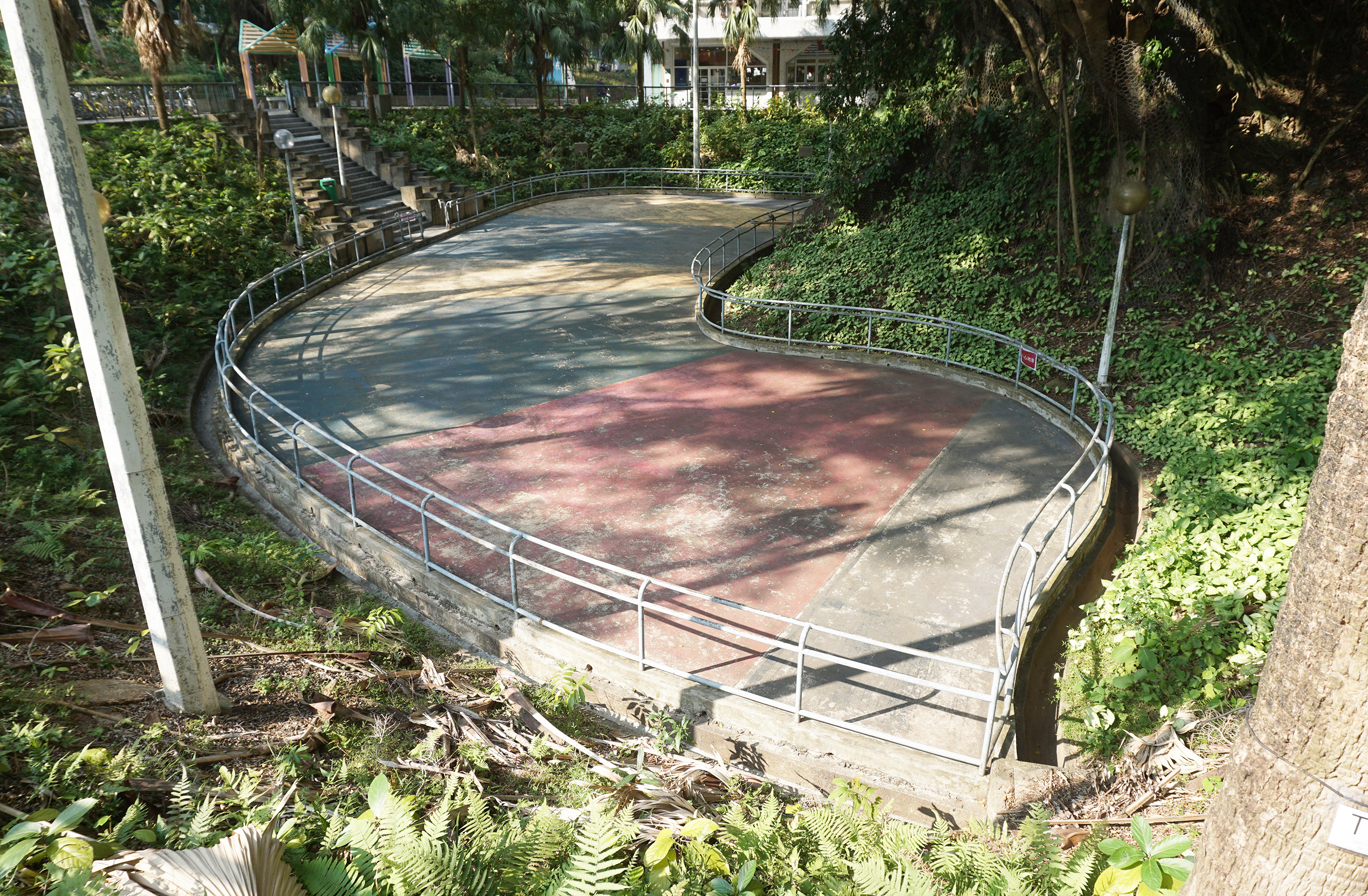
滾軸溜冰場
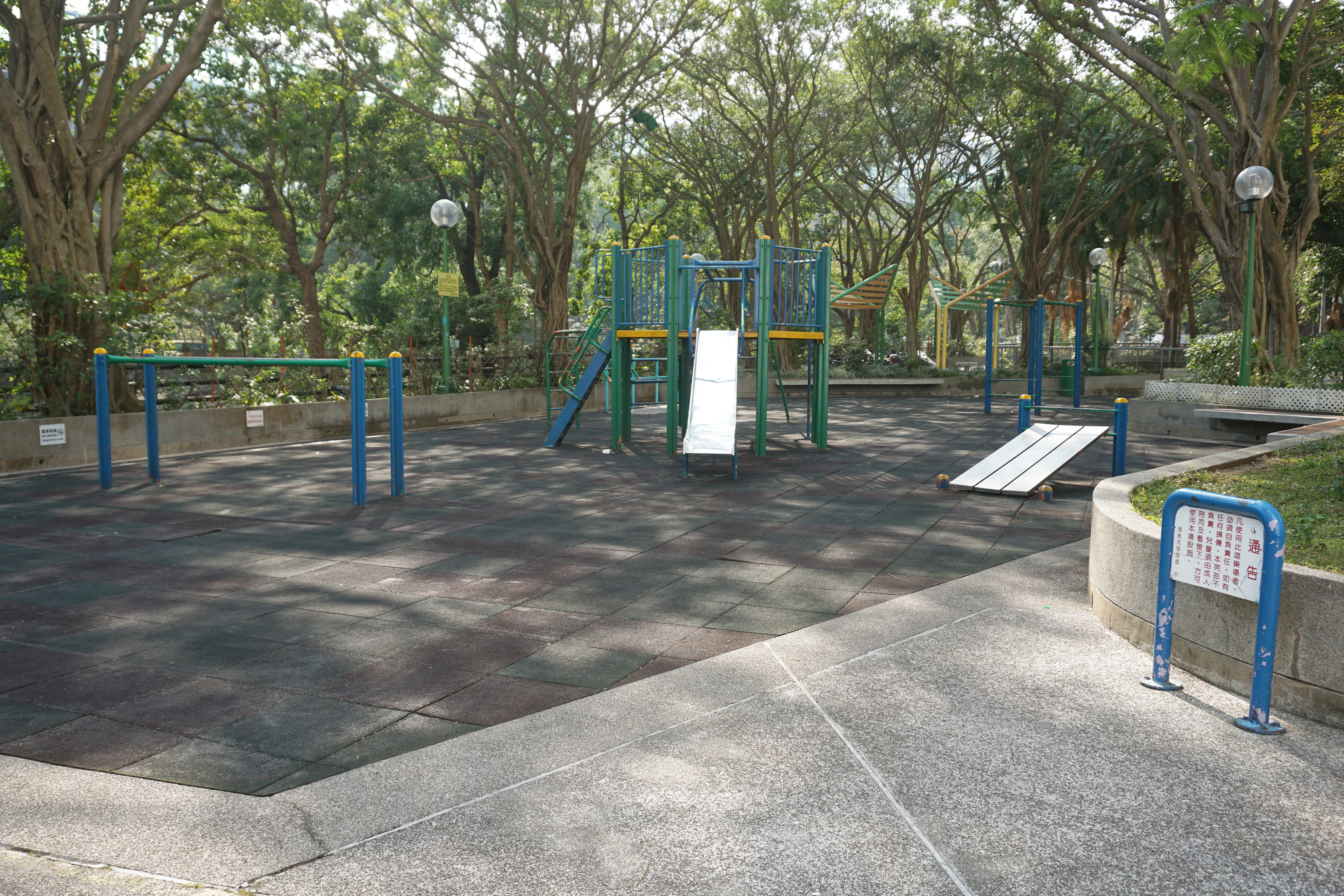
德雅苑遊樂及健體設施
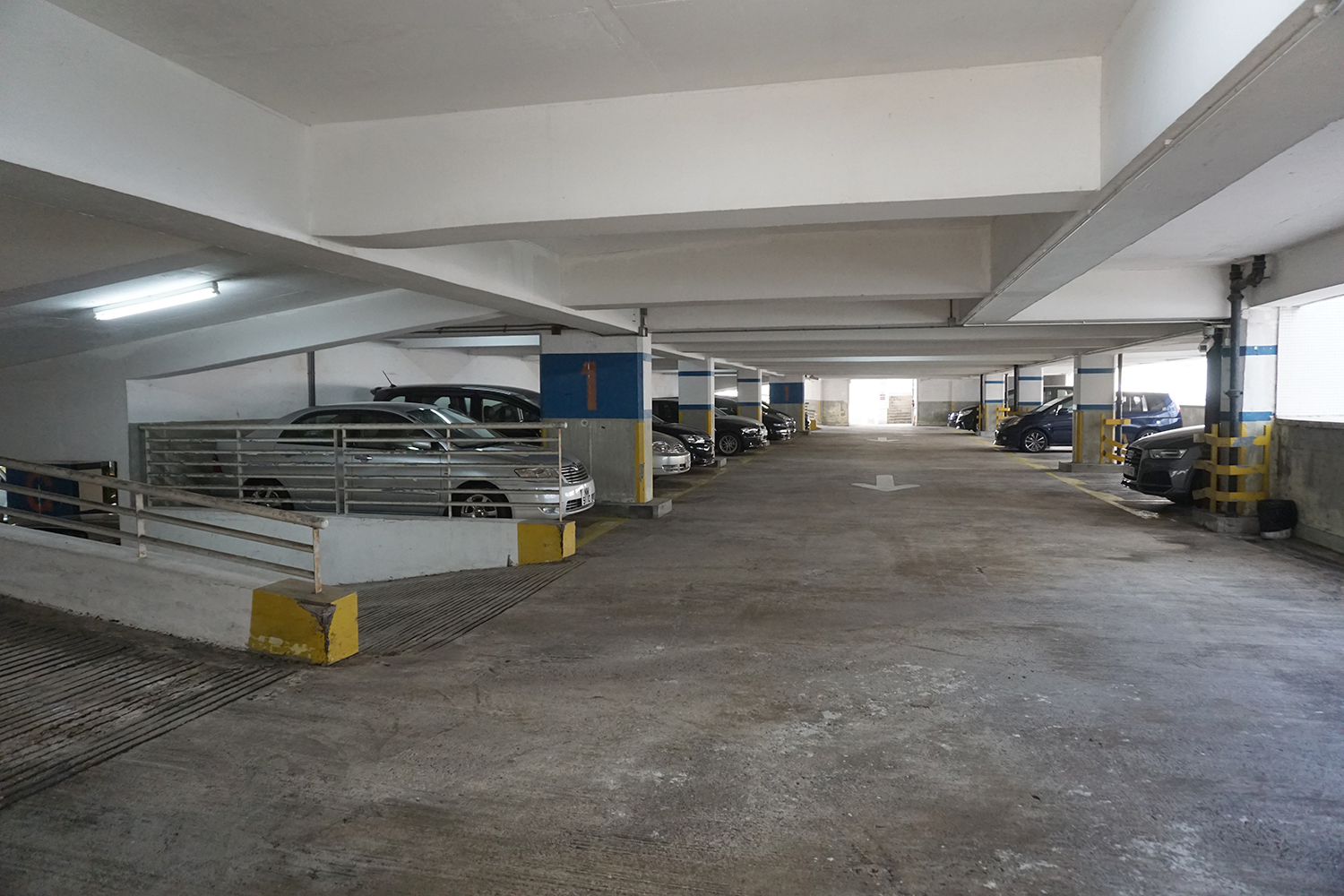
停車場
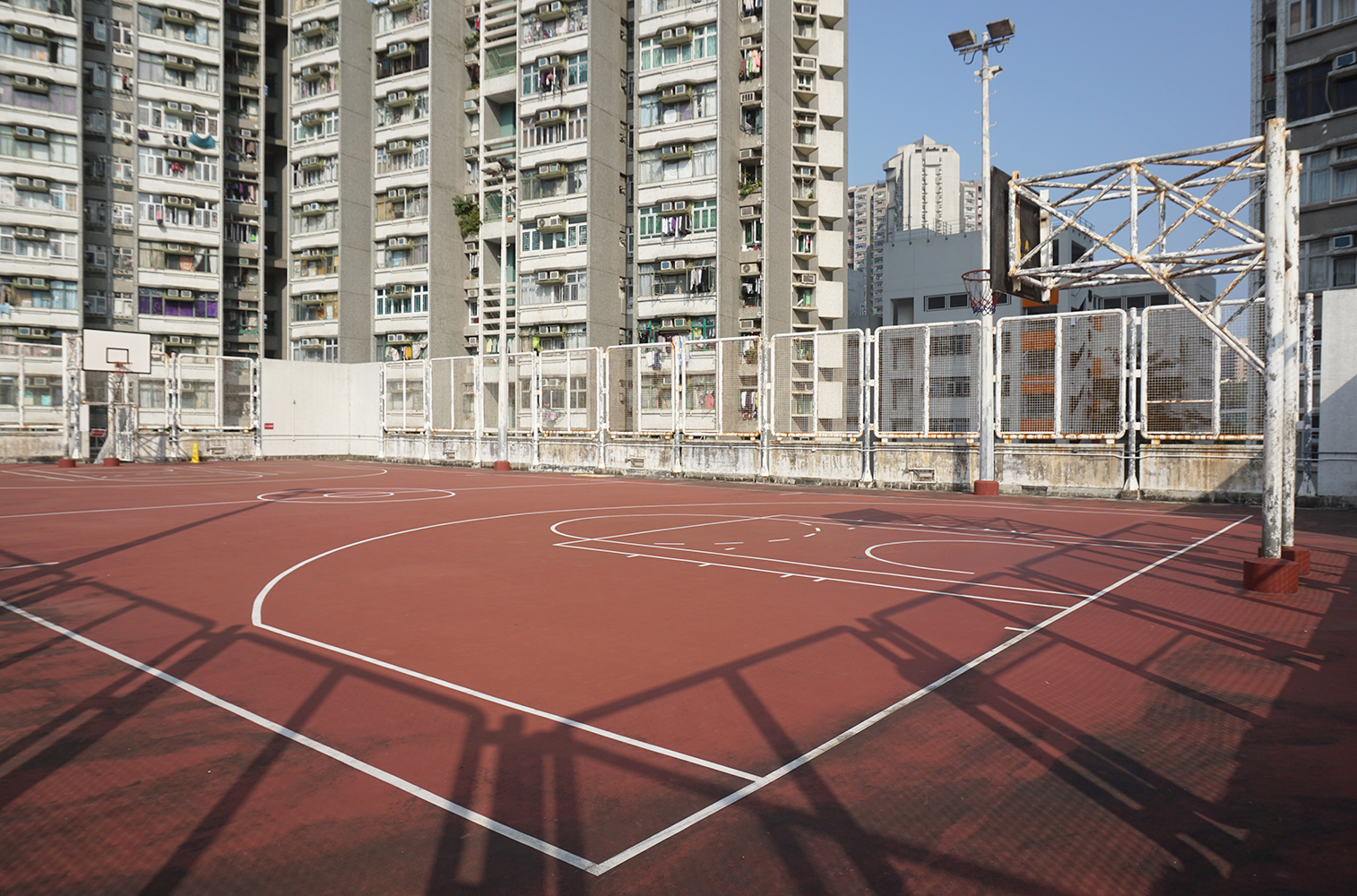
籃球場

#### 景雅苑
| 樓宇名稱（座號）    | 樓宇類型                    | 落成年份 | 層數 | 每層伙數 | 單位數目（伙） | 提供升降機的廠商 | 期數 |
| ------------------- | --------------------------- | -------- | ---- | -------- | -------------- | ---------------- | ---- |
| 景欣閣（A座/第8座） | 新十字型大廈 （1984年版本） | 1992年   | 35   | 10       | 350            | 通力             | 2    |
| 景悅閣（B座/第7座） | 新十字型大廈 （1984年版本） | 1992年   | 35   | 10       | 350            | 通力             | 2    |

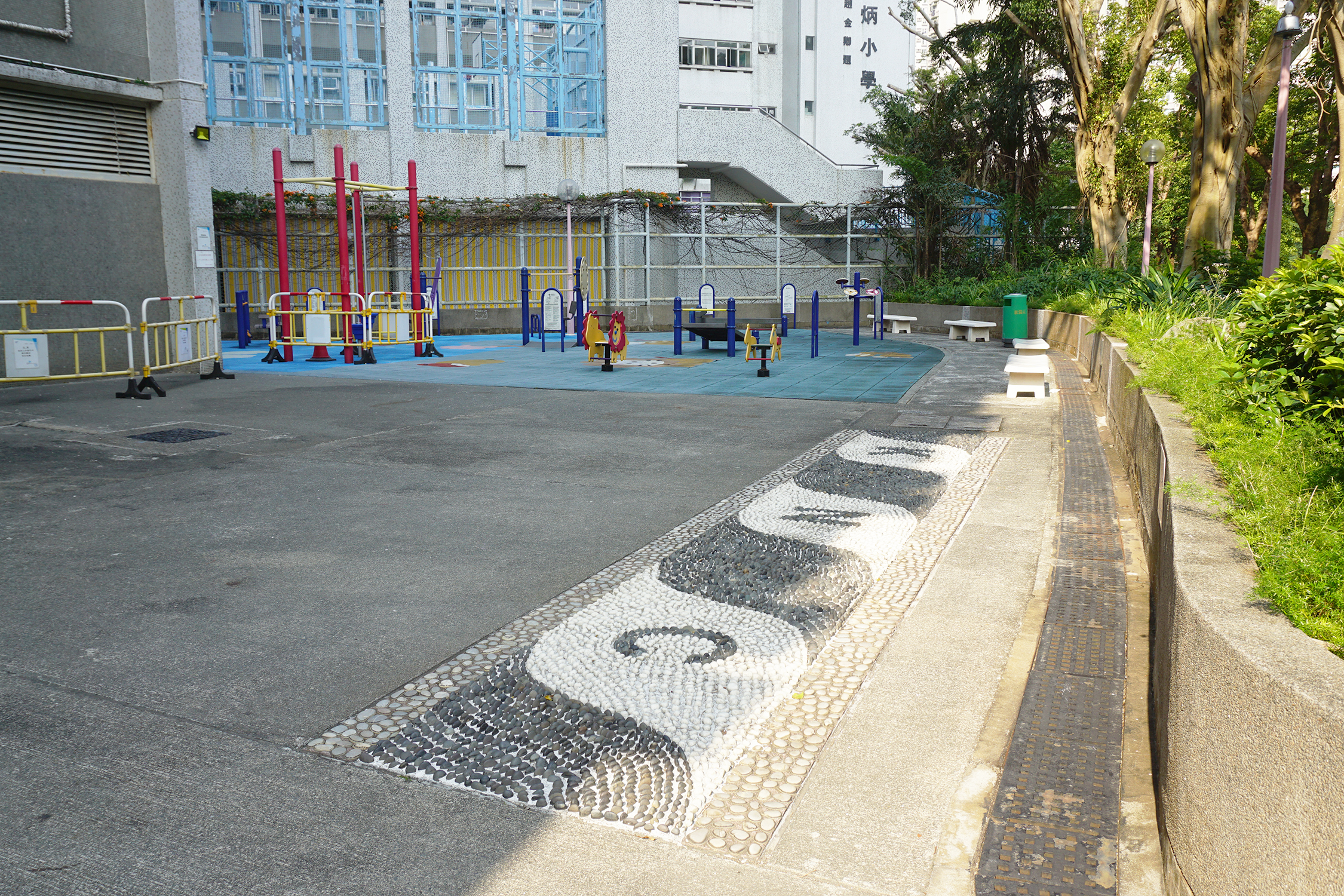
景雅苑彈簧椅及健體設施
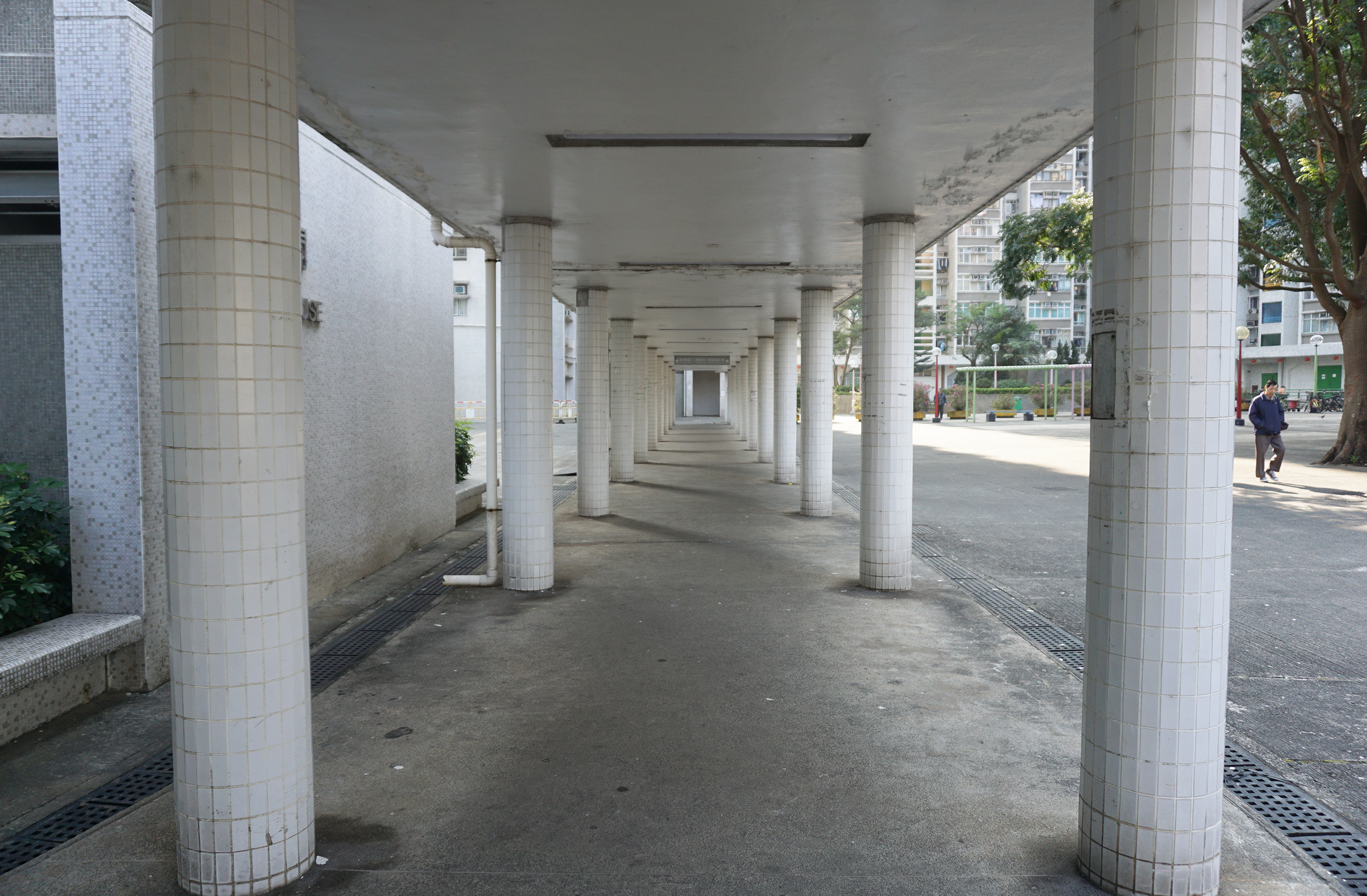
景雅苑有蓋行人通道

## 教育及福利設施

### 中學
- 香港教師會李興貴中學（1994年創辦）

### 小學

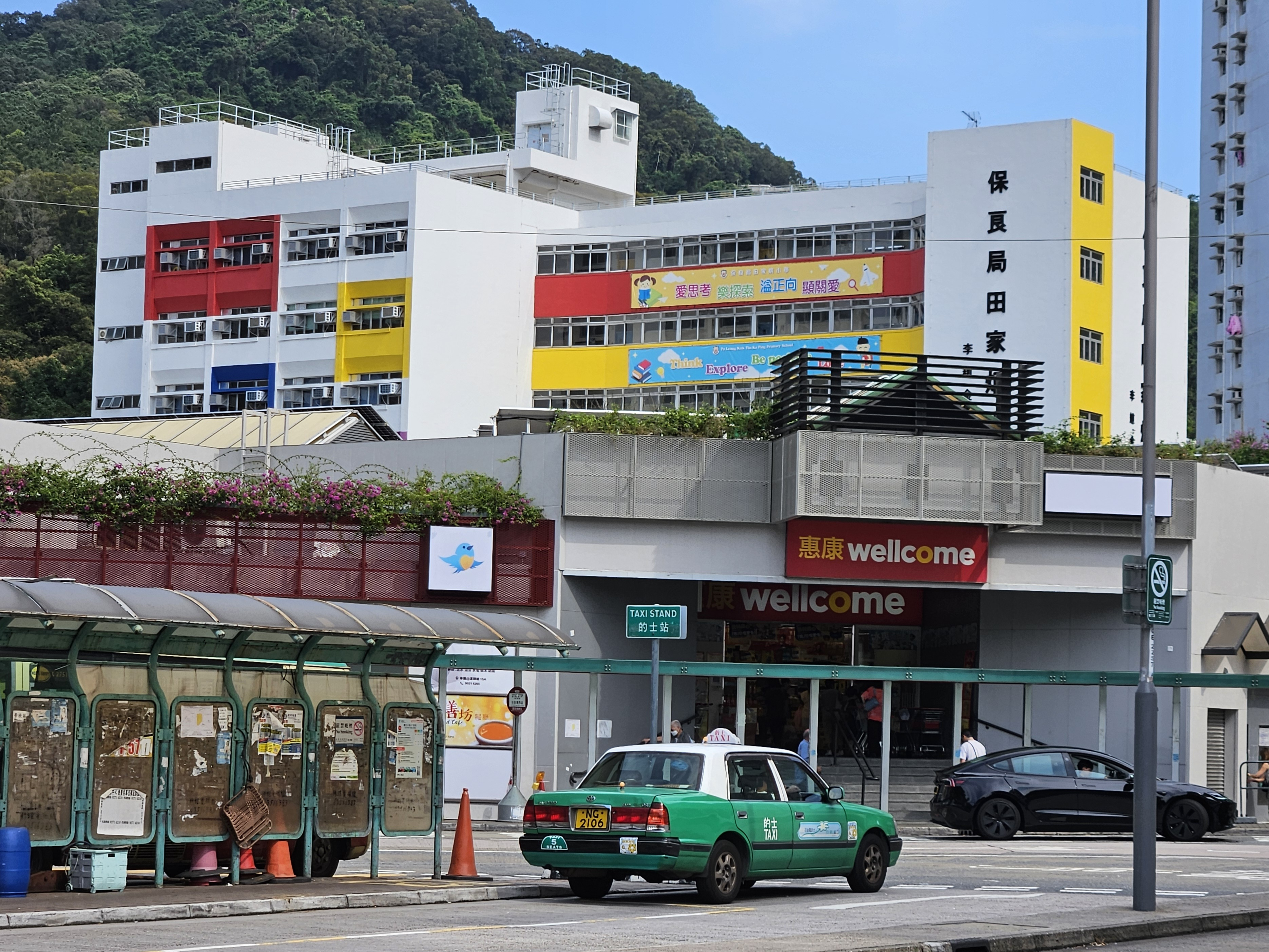
保良局田家炳小學

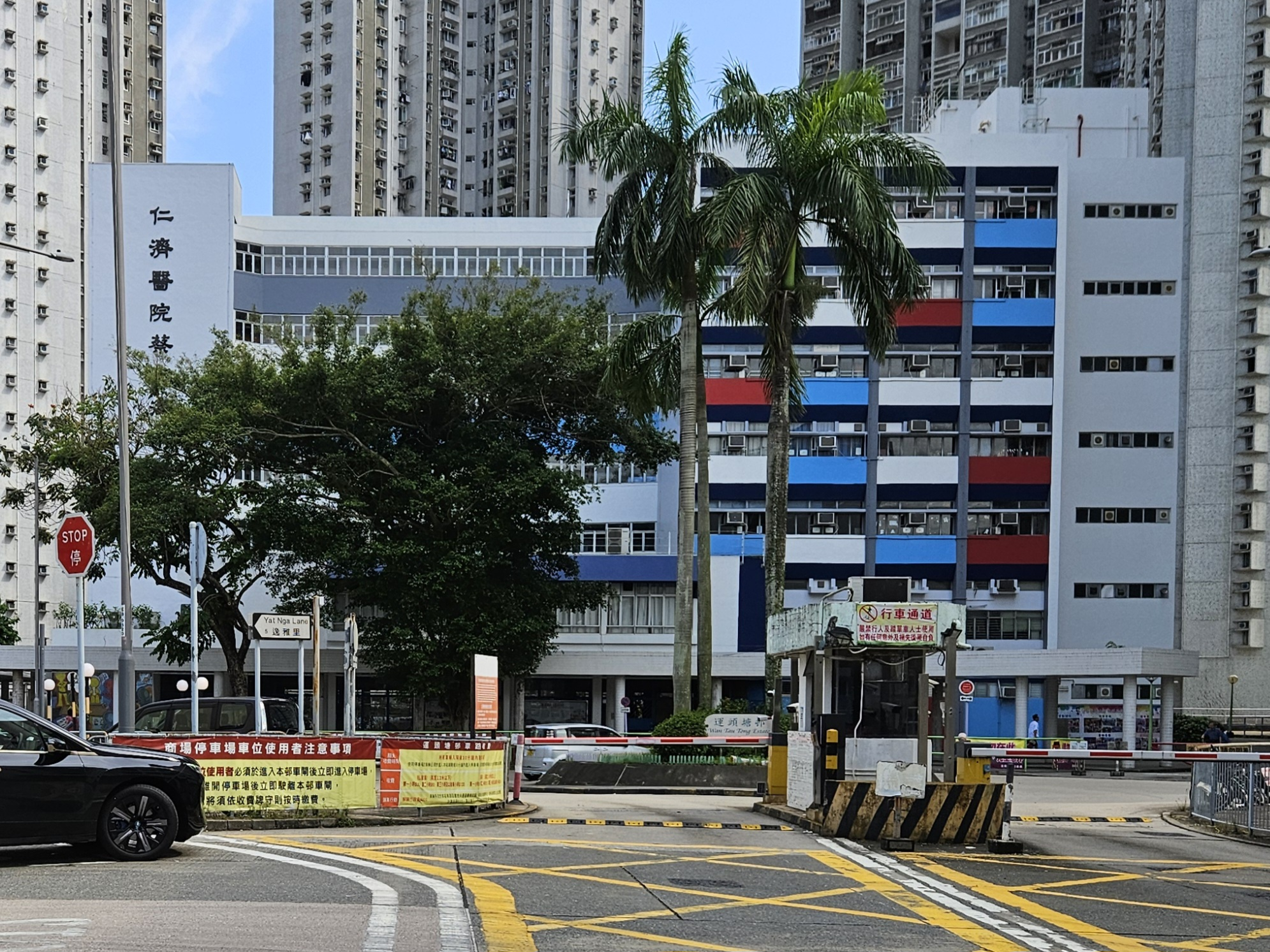
仁濟醫院蔡衍濤小學

- 保良局田家炳小學（1967年創辦，1991年自秀茂坪邨遷入）
- 仁濟醫院蔡衍濤小學（1992年創辦）

### 幼稚園
- 香港西區婦女福利會何瑞棠紀念幼稚園（1995年創辦）（位於逸雅苑逸欣閣地下；由筲箕灣耀東邨遷入）
- 仁愛堂張慕良夫人幼稚園 （页面存档备份，存于） （1993年創辦）（位於運頭塘邨鄰里社區中心3樓）
- 大埔浸信會幼稚園運頭塘邨分校 （页面存档备份，存于）（1993年創辦）（位於運頭塘邨運亨樓地下）
- 思百德國際幼稚園 （页面存档备份，存于） （2008年創辦）（位於逸雅苑逸榮閣地下A翼及B翼）
- 培亮國際幼稚園 （页面存档备份，存于） （2016年創辦）（位於德雅苑地下A翼1號舖）

已結束
- 李榮基紀念中英文幼稚園 （页面存档备份，存于）（1992年創辦，2022年結束[12]）（位於逸雅苑逸欣閣地下）
- 三水幼稚園（1992年創辦）（位於逸雅苑逸榮閣地下）
- 大埔基明中英文幼稚園（1993年創辦）（位於德雅苑地下）

### 早期教育及訓練中心
- 協康會譚杜中心 （页面存档备份，存于） （位於運頭塘邨運來樓地下）

### 綜合青少年服務中心
- 仁愛堂賽馬會田家炳綜合青少年服務中心 （页面存档备份，存于） （位於運頭塘鄰里社區中心1,2及4樓）

### 長者鄰舍中心
- 仁愛堂彭鴻樟長者鄰舍中心 （页面存档备份，存于）（位於德雅苑地下1-3號及6-8號）

### 基督教教會
- 大埔主恩浸信會 （页面存档备份，存于）（位於運頭塘邨運亨樓地下）

### 議員辦事處
已結束
- 黃兆健議員辦事處：運臨樓地下4A室

## 商場
為運頭塘新城，原稱運頭塘商場，佔地54,464方呎，並設438個車位。房委會於2005年已售予領匯管理，並已清空運頭塘街市，引入更多大型連鎖店。
領展在2016年4月以8.1億出售大埔運頭塘商場予駿昇投資（香港）有限公司，業主為連鎖鞋店Union的老闆。業主將花費6,000至7,000萬裝修商場，更曾要求商場內的六間老店必須在2017年1月中遷出。包括1991年開業的「其昌文具公司」及「大埔玩具文具精品」等。 並於2018年2月易名為運頭塘新城。
運頭塘新城設有便利店（例如OK便利店、7-Eleven）、快餐店（大快活）、麵包店（超羣餅店）、阿波羅、酒樓、文具店、醫務所等商店。
2022年6月，華創建投以13.6億港元購入運頭塘新城。

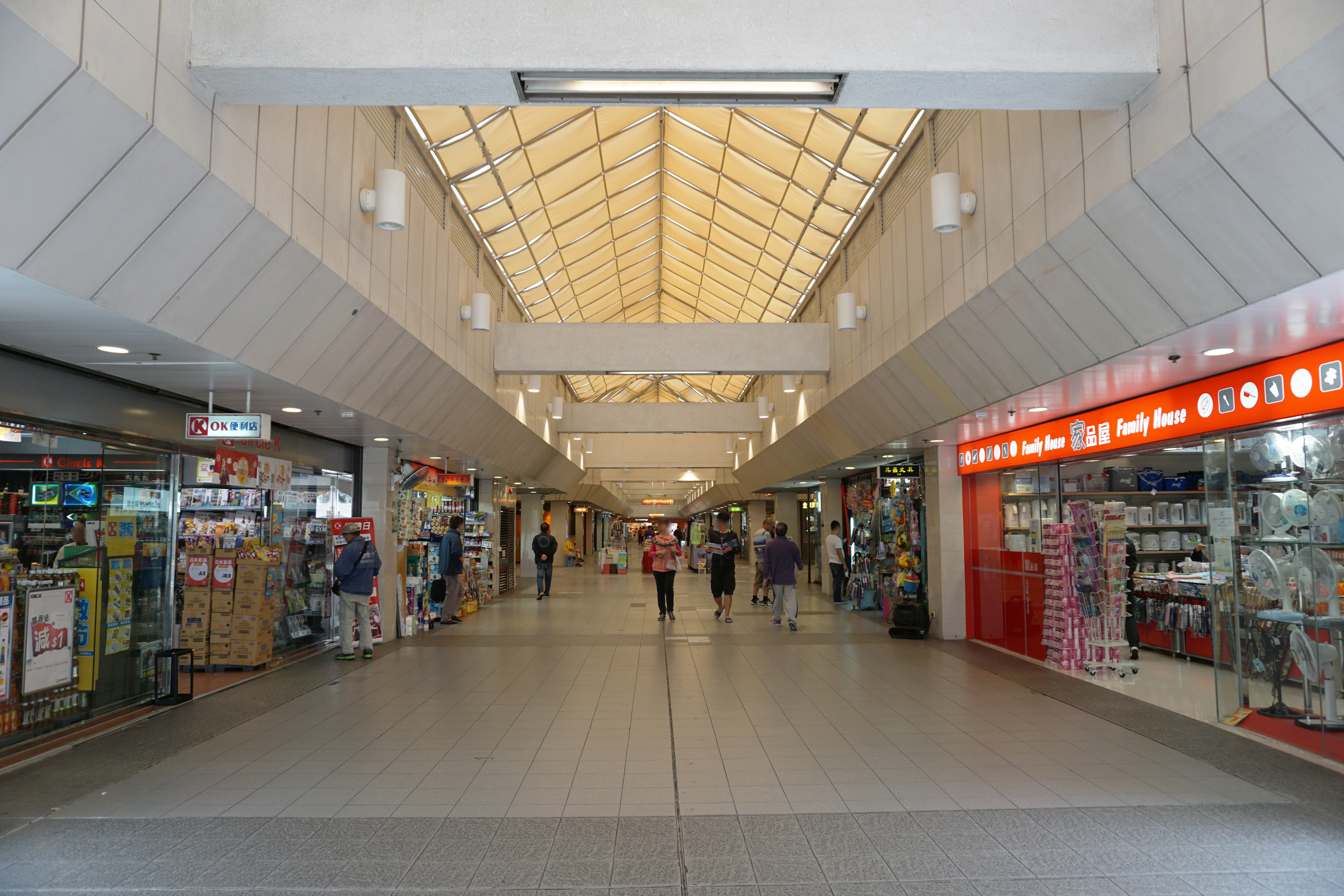
翻新前的運頭塘商場內貌（2016年4月）
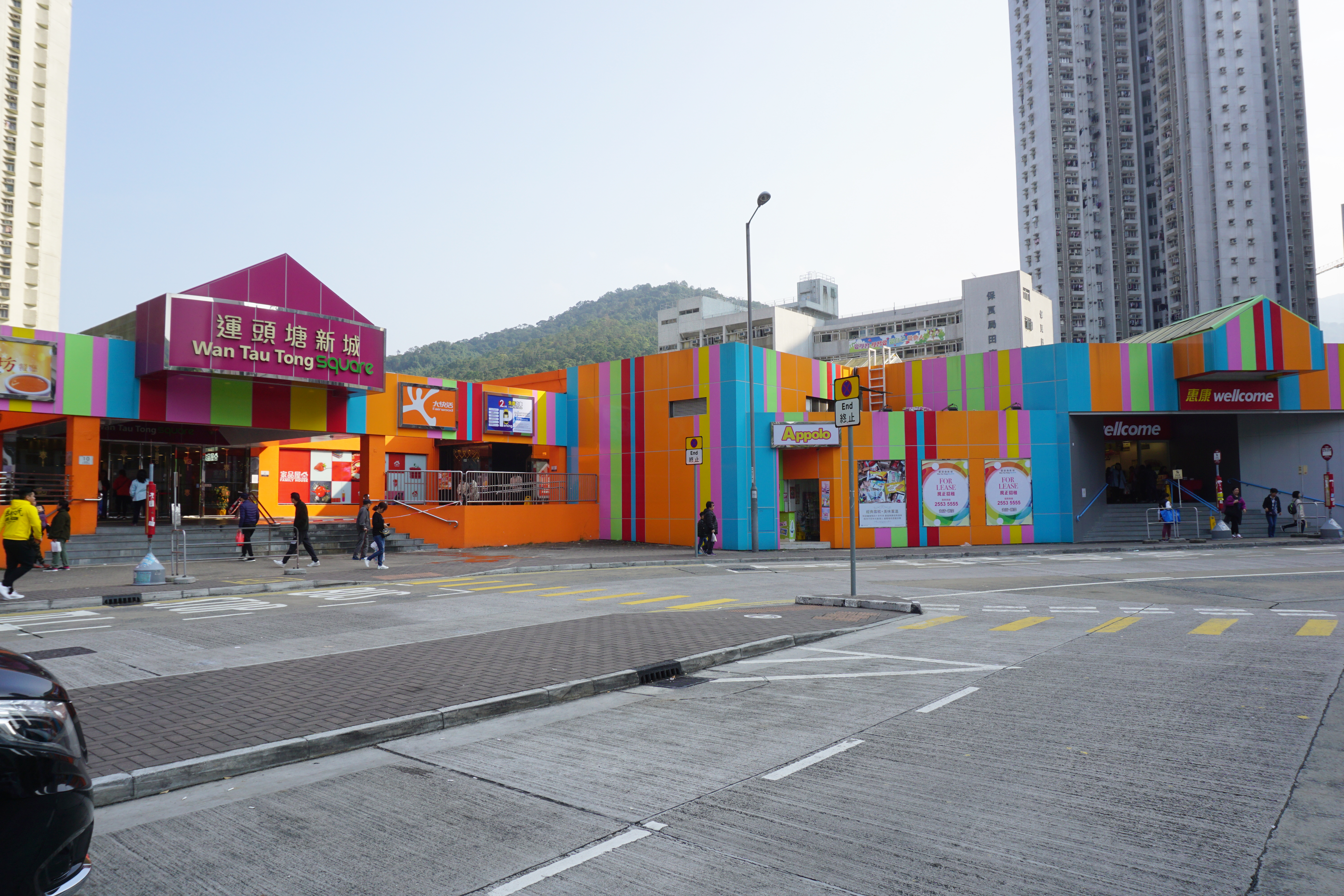
運頭塘新城入口及外觀
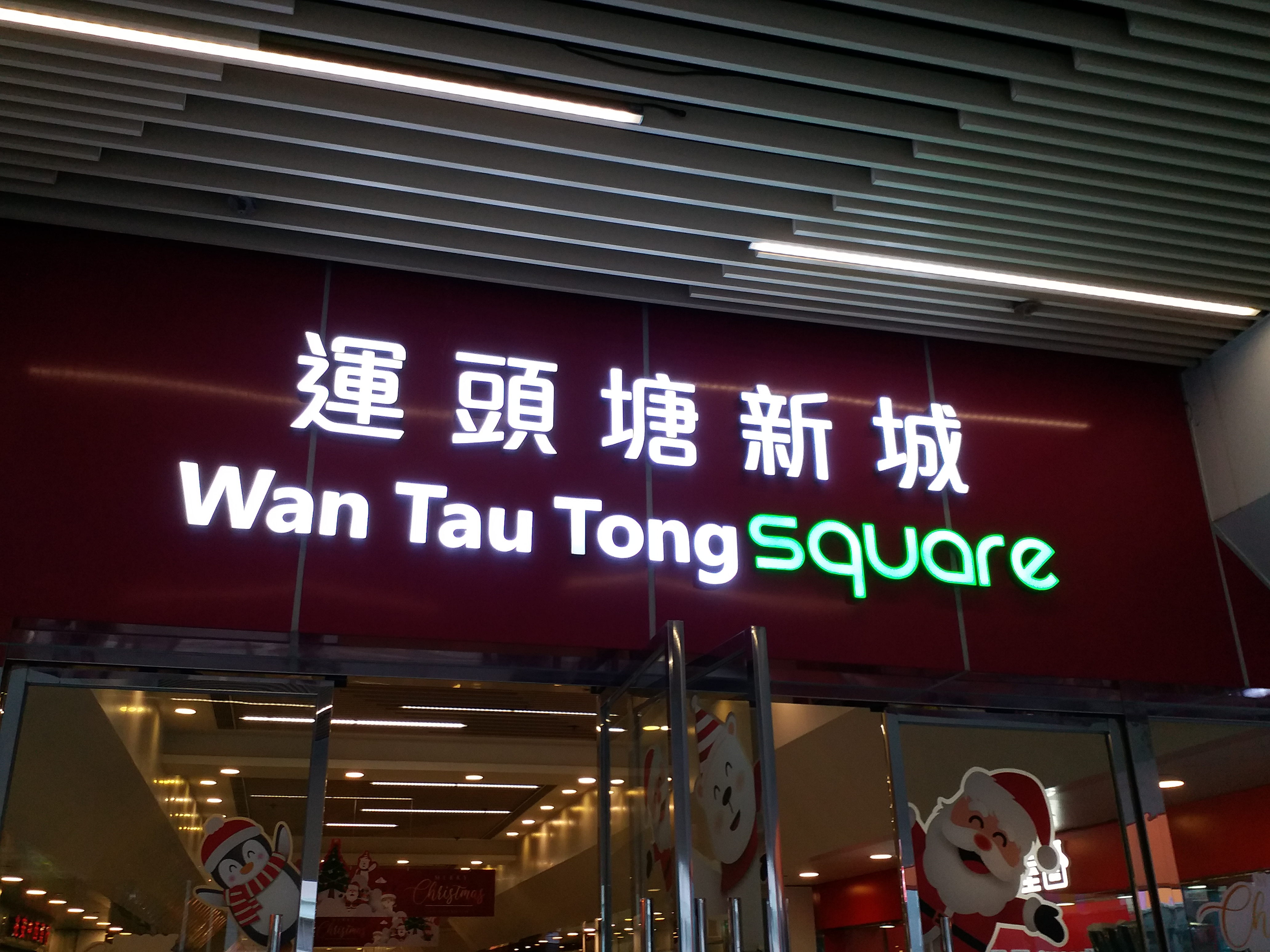
運頭塘新城入口（2021年1月）
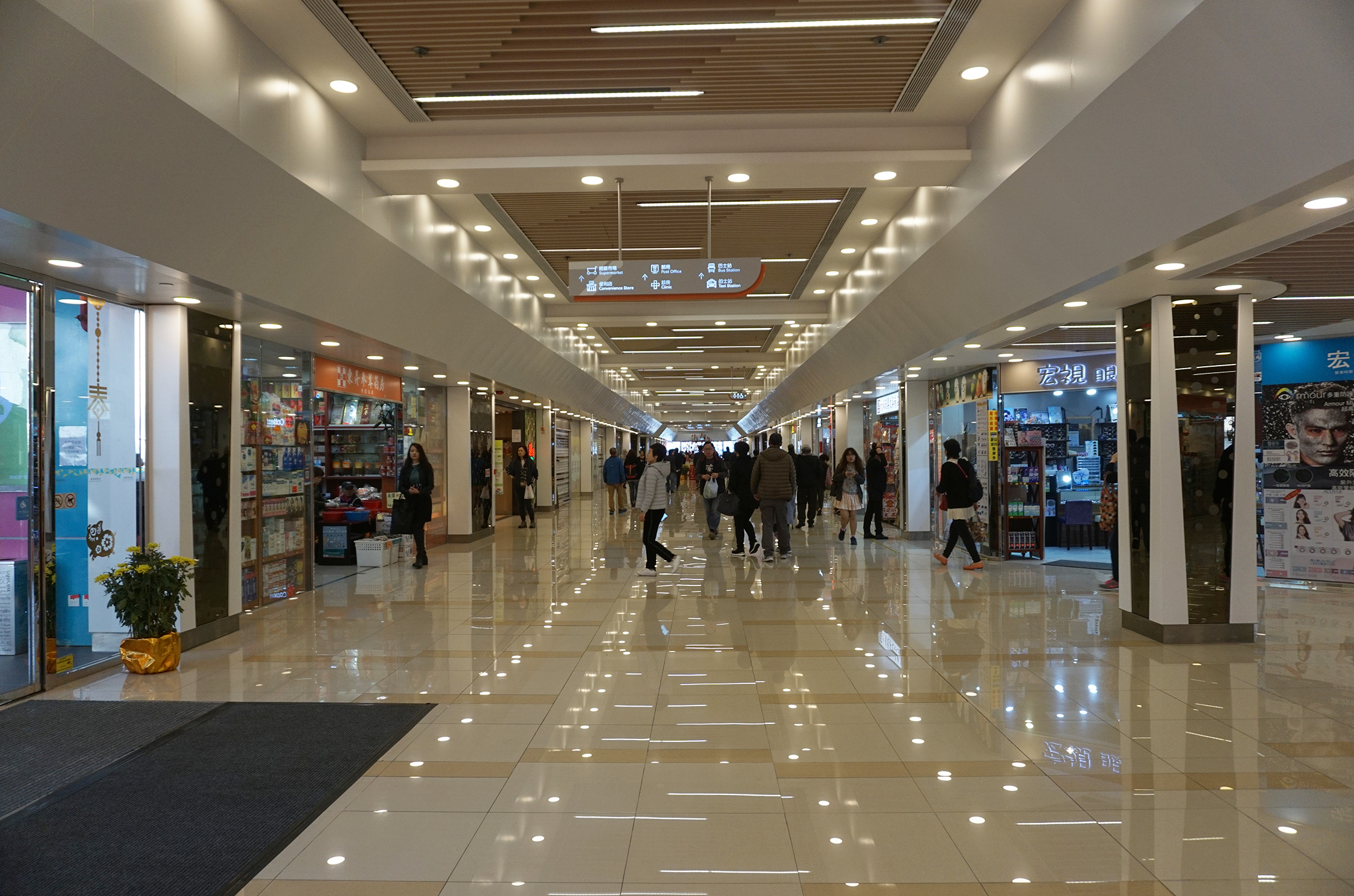
運頭塘新城內貌

## 事件
- 1994年8月1日，一名24歲男子於運頭塘邨運來樓33-34樓梯間以曲尺手槍連開7槍自殺未遂，並無受傷，事後因私藏槍械被捕。[16]
- 1997年5月20日，警方在運頭塘邨運亨樓一個單位內發現三十六歲吳姓女子的屍體被收藏於床下的儲物櫃內。據了解，死者應該在5月19日上午至5月20日這一段時間內被殺害[17]。
- 2021年6月23日，一名居住於運亨樓、任職機場地勤人員的27歲男子初步確診2019冠狀病毒病（且為L452R變種病毒株），之後證實染Delta變種病毒，為疫情「清零」兩星期後首宗本地源頭不明個案，之後在6月29日被改為與輸入有關連個案。及後，所有同一大廈住戶需根據「限制與檢測宣告」，於翌日凌晨2時前進行強制檢測，之後亦需再強制檢測四次。[18]

## 軼事
而邵氏電影《四個自殺的少女》也是曾在這裡拍攝。

## 外部連結
- 房委會物業位置及資料 運頭塘邨 （页面存档备份，存于）
- 房委會物業位置及資料 運頭塘邨 （页面存档备份，存于）
- 房委會物業位置及資料 逸雅苑 （页面存档备份，存于）
- 房委會物業位置及資料 德雅苑 （页面存档备份，存于）
- 房委會物業位置及資料 景雅苑 （页面存档备份，存于）